# Répceszentgyörgy
Répceszentgyörgy é um município da Hungria, situado no condado de Vas. Tem 5,75 km² de área e sua população em 2015 foi estimada em 103 habitantes.